# Steve Harris (attore)
Steve Harris (Chicago, 3 dicembre 1965) è un attore statunitense conosciuto principalmente per aver interpretato il ruolo di Eugene Young nella serie televisiva The Practice - Professione avvocati e quello del detective Isaiah "Bird" Freeman nella serie televisiva Awake.

## Biografia
Steve Harris nasce a Chicago il 3 dicembre 1965, figlio della casalinga Mattie e di John Harris, un autista d'autobus. È il fratello maggiore di Wood Harris, anche lui attore.
Inizialmente propenso alla carriera di atleta, frequenta la St. Joseph High School a Westchester, una scuola privata conosciuta per la preparazione di atleti promettenti, e successivamente frequenta la Northern Illinois University dove gioca per la squadra di football americano nel ruolo di linebacker e dove inizia a studiare recitazione. Dovette abbandonare la carriera atletica a causa di uno strappo ad un legamento di una caviglia.
La carriera di Harris inizia nel 1985, anno il cui partecipa in un ruolo minore al film Don't Mess with My Sister!. Negli anni successivi recita, sempre in ruoli minori, nei film Seven Hours to Judgment e The Good Policeman, ma la svolta per la sua carriera arriva solo nel 1993, anno in cui ottiene la parte di Ricky Goggles nel film Scacco al re nero di Leon Ichaso, in cui recita accanto a Wesley Snipes. Dal questo momento in poi inizierà ad apparire costantemente sia in produzioni cinematografiche che televisive, apparendo anche in ruoli primari.
Durante gli anni '90 lo si vede recitare in film come The Rock (1996), La legge della violenza nel Bronx (1997), Disegno criminale (1998) e Gli infiltrati (1999) e in produzioni televisive come Heaven & Hell: North & South, Book III (1994), The Prison (1994), Law & Order - I due volti della giustizia (1994-1995), New York Undercover (1994-1995), George Wallace (1997) e Identità rubata (1998). Nel 1997 ottiene inoltre il ruolo per cui è maggiormente conosciuto dal grande pubblico, ossia quello dell'avvocato Eugene Young della serie televisiva The Practice - Professione avvocati. Harris entra a far parte del cast principale della serie fin dal primo episodio e reciterà in tutte e otto le stagioni prodotte fino al 2004, per un totale di 163 episodi. Grazie alla sua interpretazione nella serie, l'attore ricevette numerose nomination a vari premi televisivi nella categoria "miglior attore non protagonista in una serie drammatica", tra cui due ai premi Emmy, tre agli Screen Actors Guild Awards e ben sei agli Image Awards, di cui ne vinse uno nel 2004.
Durante gli anni 2000, anche grazie alla notorietà ottenuta con The Practice, l'attore continua a recitare in numerosi film di successo, tra cui si devono ricordare The Skulls - I teschi (2000), Ragazze al limite (2001), Minority Report (2002), Un ciclone in casa (2003), Amori e sparatorie (2005), Quarantena (2008) e 12 Round (2009), e a partecipare in ruoli ricorrenti nelle serie televisive Eli Stone (2008) e Friday Night Lights (2009-2010). Nel 2006 entra inoltre a far parte del cast principale della serie televisiva Heist nel ruolo di James Johnson, ma la serie ebbe poco successo e venne cancellata dopo appena sei episodi trasmessi.
Nel 2011 entra a far parte del cast principale della serie televisiva Awake nel ruolo del detective Isaiah "Bird" Freeman. L'anno seguente, dopo una prima stagione composta da tredici episodi, la serie venne cancellata dal palinsesto della NBC a causa dei bassi ascolti ottenuti. Sempre nel 2012 l'attore viene aggiunto al cast principale del pilot della serie televisiva Legends, a cui partecipa nel 2014 per tutta la prima stagione nel ruolo di Nelson Gates. Nello stesso anno è nel cast del film In Your Eyes scritto da Joss Whedon, mentre nel 2015 recita in Chi-Raq di Spike Lee.
Nel 2017, dopo due anni passati lontano dalle telecamere, appare nel film Il codice del silenzio nel ruolo di Dean Richardson, mentre l'anno successivo partecipa come guest star a un episodio della serie televisiva Santa Clarita Diet e a tre di The Crossing, recitando inoltre nel ruolo di Freddy nel film La prima notte del giudizio. Durante la sua carriera Harris ha avuto anche alcune esperienze come doppiatore: si può infatti sentire la sua voce in un episodio delle serie animate La famiglia della giungla e Higglytown Heroes - 4 piccoli eroi, e in undici di The Batman, in cui ha doppiato il personaggio di Ethan Bennett/Clayface.

## Filmografia parziale

### Attore

#### Cinema
- Don't Mess with My Sister!, regia di Meir Zarchi (1985)
- Seven Hours to Judgment, regia di Beau Bridges (1988)
- The Good Policeman, regia di Peter Werner (1991)
- Scacco al re nero (Sugar Hill), regia di Leon Ichaso (1993)
- The Rock, regia di Michael Bay (1996)
- La legge della violenza nel Bronx (Lesser Prophets), regia di William DeVizia (1997)
- Disegno criminale (Lovers and Liars), regia di Mark Freed (1998)
- Gli infiltrati (The Mod Squad), regia di Scott Silver (1999)
- The Skulls - I teschi (The Skulls), regia di Rob Cohen (2000)
- Ragazze al limite (Beyond the City Limits), regia di Gigi Gaston (2001)
- Minority Report, regia di Steven Spielberg (2002)
- Un ciclone in casa (Bringing Down the House), regia di Adam Shankman (2003)
- Death and Texas, regia di Kevin DiNovis (2004)
- Amori e sparatorie (Diary of a Mad Black Woman), regia di Darren Grant (2005)
- The Unseen, regia di Lisa France (2005)
- Ball Don't Lie, regia di Brin Hill (2008)
- Quarantena (Quarantine), regia di John Erick Dowdle (2008)
- 12 Round (12 Rounds), regia di Renny Harlin (2009)
- Takers, regia di John Luessenhop (2010)
- The Gable 5, regia di Kevin Tancharoen – cortometraggio (2014)
- In Your Eyes, regia di Brin Hill (2014)
- Chi-Raq, regia di Spike Lee (2015)
- Il codice del silenzio (Burning Sands), regia di Gerard McMurray (2017)
- La prima notte del giudizio (The First Purge), regia di Gerard McMurray (2018)

#### Televisione
- Homicide (Homicide: Life on the Street) – serie TV, episodio 1x01 (1993)
- The Prison (Against the Wall), regia di John Frankenheimer – film TV (1994)
- Heaven & Hell: North & South, Book III – miniserie TV, puntate 02-03 (1994)
- Law & Order - I due volti della giustizia (Law & Order) – serie TV, episodi 4x18-5x17 (1994-1995)
- New York Undercover – serie TV, episodi 1x09-1x14-2x11 (1994-1995)
- Chicago Hope – serie TV, episodio 3x24 (1997)
- The Practice - Professione avvocati (The Practice) – serie TV, 163 episodi (1997-2004)
- George Wallace, regia di John Frankenheimer – film TV (1997)
- Ally McBeal – serie TV, episodio 1x20 (1998)
- Identità rubata (Nightmare Street), regia di Colin Bucksey – film TV (1998)
- King of the World, regia di John Sacret Young – film TV (2000) – Sonny Liston
- Heist – serie TV, 6 episodi (2006)
- Grey's Anatomy – serie TV, episodio 3x01 (2006)
- Protect and Serve, regia di Sergio Mimica-Gezzan – film TV (2007)
- Eli Stone – serie TV, episodi 1x06-1x07-1x08 (2008)
- Good Behavior, regia di Charles McDougall – film TV (2008)
- Friday Night Lights – serie TV, 6 episodi (2009-2010)
- Harry's Law – serie TV, episodio 1x03 (2011)
- Awake – serie TV, 13 episodi (2012)
- Let the Church Say Amen (Shredderman Rules), regia di Regina King – film TV (2013)
- Justified – serie TV, 4 episodi (2014)
- Legends – serie TV, 9 episodi (2014)
- NCIS - Unità anticrimine (NCIS) – serie TV, episodio 12x14 (2015)
- Santa Clarita Diet – serie TV, episodio 2x10 (2018)
- The Crossing – serie TV, episodi 1x02-1x03-1x05 (2018)
- The Twilight Zone – serie TV, episodi 1x03 (2019)
- Tales – serie TV, episodi 2x02 (2019)
- Chicago P.D. – serie TV, episodi 7x17 (2020)
- Filthy Rich - Ricchi e colpevoli (Filthy Rich) – serie TV, 10 episodi (2020)
- Law & Order: Organized Crime – serie TV, episodi 1x06-1x07-1x08 (2021)
- BMF - Black Mafia Family (BMF) – serie TV, 8 episodi (2021)
- Winning Time - L'ascesa della dinastia dei Lakers (Winning Time: The Rise of the Lakers Dynasty) – serie TV, episodi 1x06-1x07-2x01 (2022-2023)

### Doppiatore
- The Batman – serie animata, 11 episodi (2004-2006)

## Doppiatori italiani
Nelle versioni in italiano delle opere in cui ha recitato, Steve Harris è stato doppiato da:
- Roberto Draghetti in The Rock, The Skulls - I teschi, NCIS - Unità anticrimine
- Saverio Indrio in Gli infiltrati, Filthy Rich - Ricchi e colpevoli
- Franco Mannella in Awake, Law & Order: Organized Crime
- Paolo Buglioni in The Practice - Professione avvocati
- Fabrizio Vidale in Scacco al re nero
- Claudio Fattoretto in Minority Report
- Massimo Corvo in Un ciclone in casa
- Massimo De Ambrosis in Quarantena
- Ambrogio Colombo ne Il codice del silenzio
- Ivo De Palma in 12 Rounds
- Emiliano Ragno in Takers
- Dario Oppido in La prima notte del giudizio
- Marco Mete in Legends
- Stefano Alessandroni in Winning Time - L'ascesa della dinastia dei Lakers

Da doppiatore è sostituito da:
- Paolo Sesana in The Batman